# Furcifer pardalis
El camaleón pantera (Furcifer pardalis) es una especie de camaleón originario de Madagascar de talla grande y colores característicos. La especie puede presentar diversas coloraciones, más o menos características de los diferentes lugares malgaches en donde se encuentre.

## Descripción
Forman parte de los camaleones más grandes existentes, su talla puede alcanzar los 55 cm incluida la cola para los machos y 35 cm para las hembras. La hembra vive alrededor de 3 años, el macho puede llegar a 6 años.
Este camaleón se alimenta de diversos insectos que pasan a su alcance. Sus costumbres son diurnas y exclusivamente arbóreas. Es un animal ovíparo, que deposita entre 15 y 50 huevos por puesta. Su esperanza de vida máxima es de 4 años.
Introducido en la isla de La Reunión donde se ha naturalizado, se le denomina como 'Endormi de La Reunión, lendormi o también zendormi. Se beneficia, aunque tiene origen exótico, del estatuto de especie protegida. También se encuentra en la isla Mauricio.
La especie presenta diversas coloraciones (llamadas «fases») características de diferentes regiones malgaches que puede ser originarias. Las hembras tienen colores bastante apagados, mientras que los machos tienen colores más espectaculares:
- Isla de Nosy Be: verde y azul turquesa.
- Tamatave (está en el centro de Madagascar): blanco y rojo.
- Diego Suárez o Antsiranana (está en el norte Madagascar): verde brillante con bandas verticales rojas oscuras y una línea horizontal blanca gruesa sobre cada costado.
- Ambilobe (está en el norte de Madagascar, en la zona tropical): Blue bar (Verde brillante que puede variar a un amarillo intenso con bandas verticales azules que pueden adoptar un azul claro y oscuro, así como un tono rojizo. Red bar (Verde brillante que puede variar a un amarillo intenso con bandas verticales rojas que pueden adoptar también un tono azulado) Los furcifer pardalis de la localidad Ambilobe se dividen en red bar o blue bar, pero son como gemelos. Lo único que varía es que el blue bar puede adoptar un tono más azulado y un poco de rojizo y el red bar al revés.
- Moroantsetra: fondo verde caqui y rojo oscuro.
- Ankaramy (está en el sur de Madagascar): rosa intenso.

## Cría en cautividad
Este camaleón es considerado como una de las especies raras más accesibles. La cría de camaleones es delicada ya que son sensibles a la diferencia de ciertos parámetros de su entorno (temperatura, ventilación, estrés, iluminación, etc.).
- Dimensiones de un terrario: 120x60x60 cm mínimo. Generalmente se aconseja criar un solo individuo a la vez, y ponerlos en presencia de machos o hembras únicamente para reproducirse.
- Tipo de terrario: Tropical húmedo.
- Decoración: Muchas ramas y lianas de diferentes grosores y a diferentes alturas.
- Mantenimiento: Insectos

Esta especie se reproduce bien en cautiverio. Pone alrededor de 20 huevos por nidada. Incuban sobre vermiculita a 28 °C. La duración de la incubación fluctúa considerablemente: 150 a 362 días.

## Galería de fotos

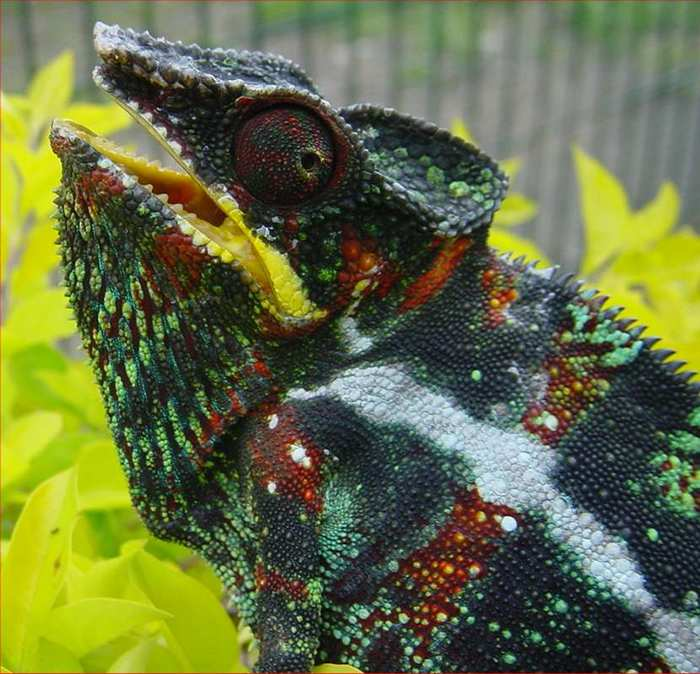
macho.
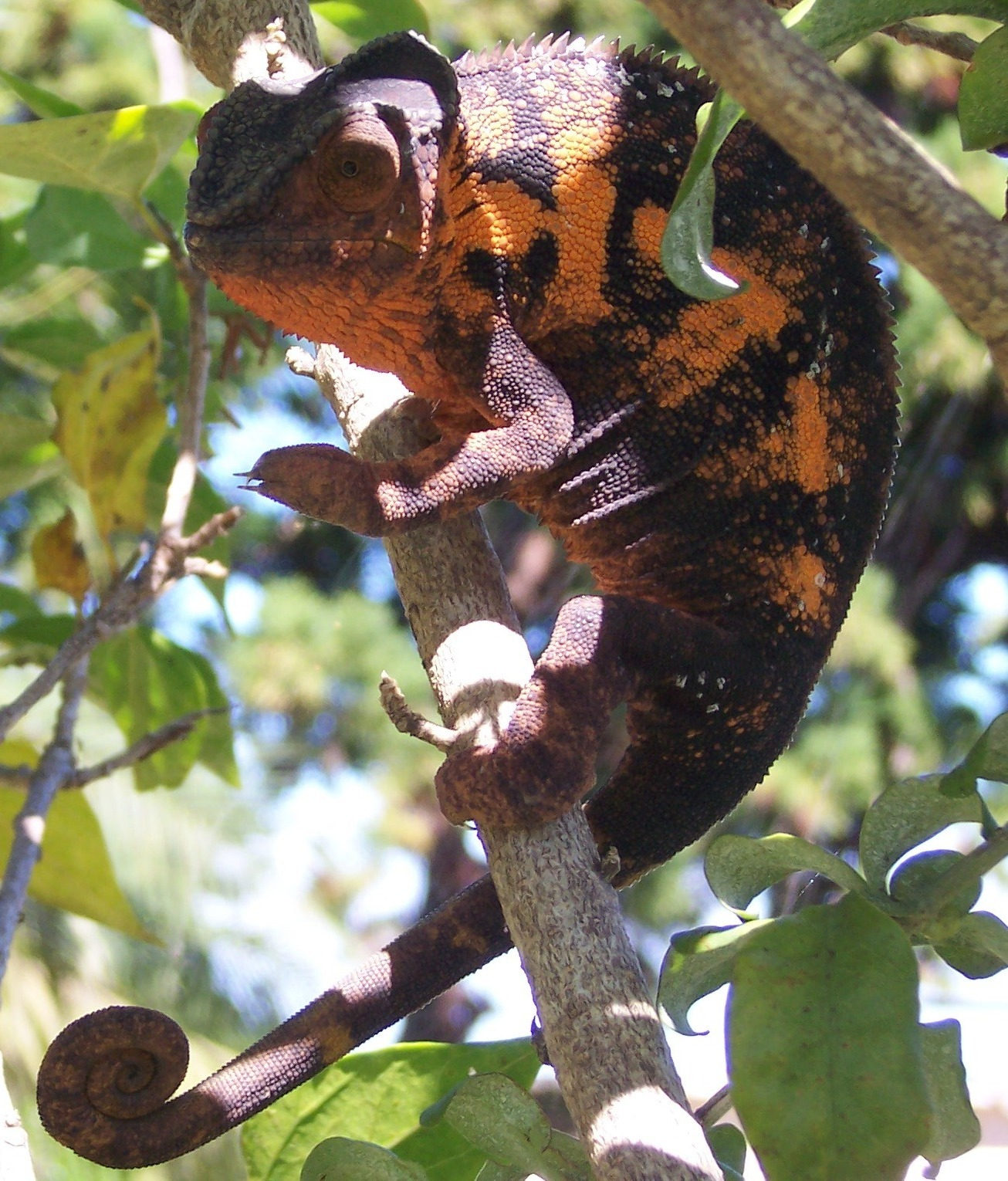
hembra.
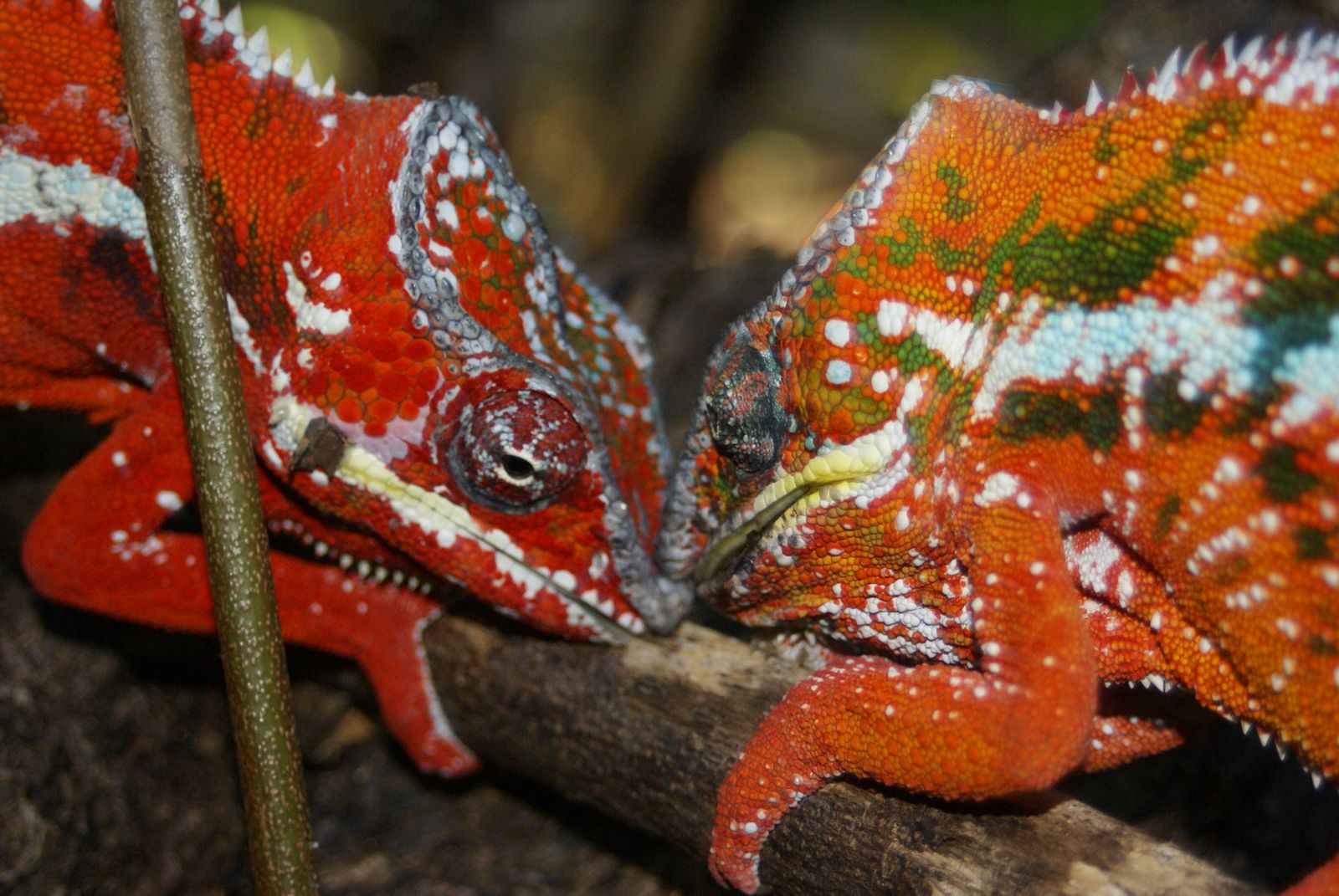
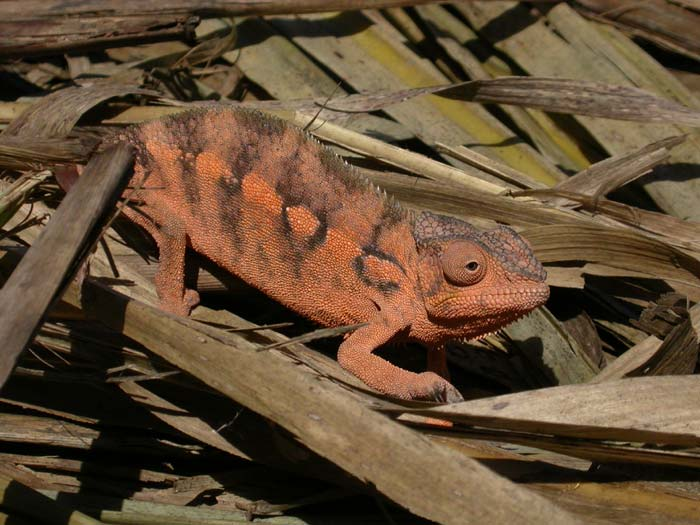
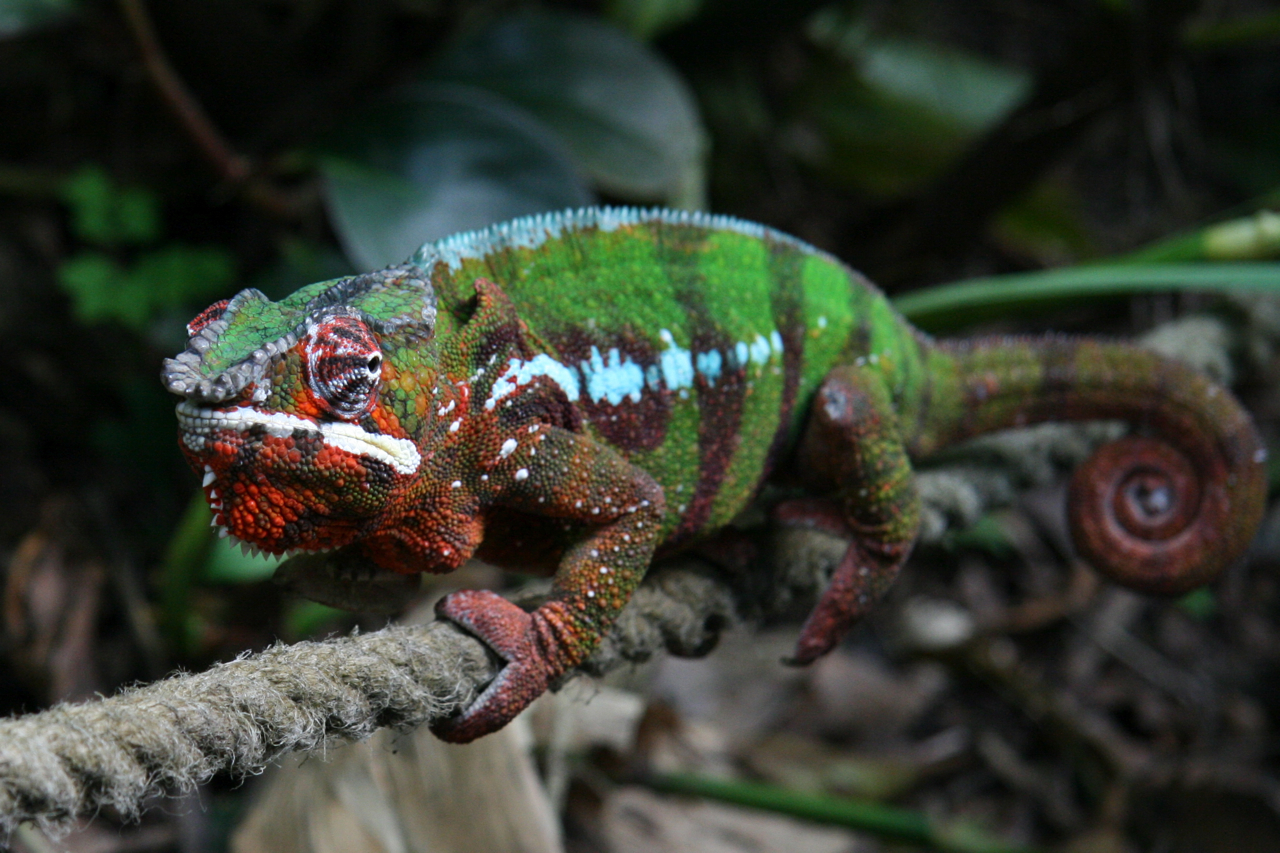
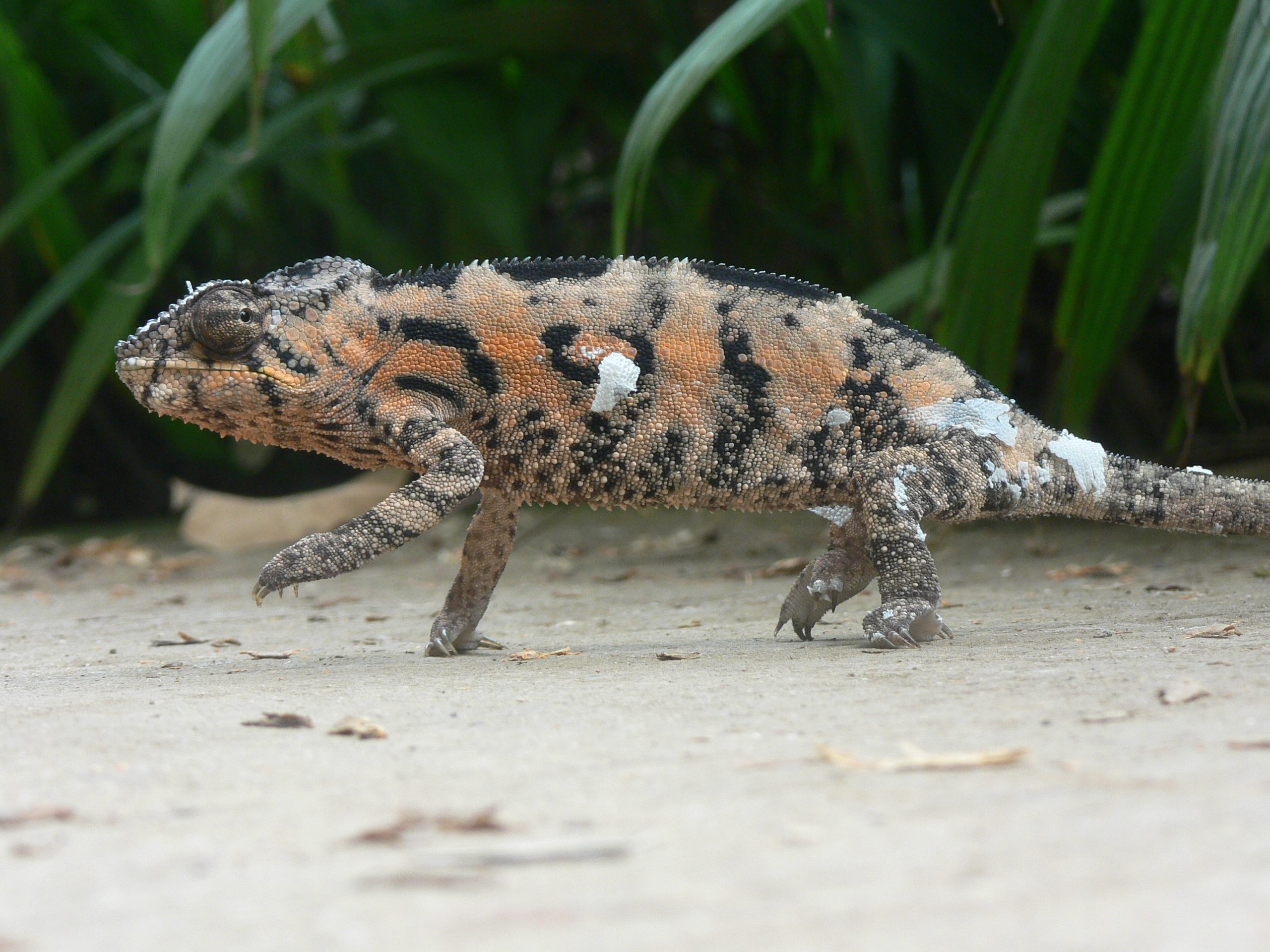
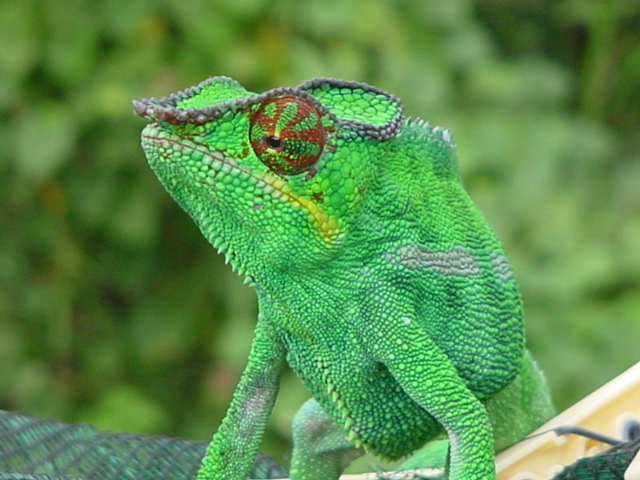
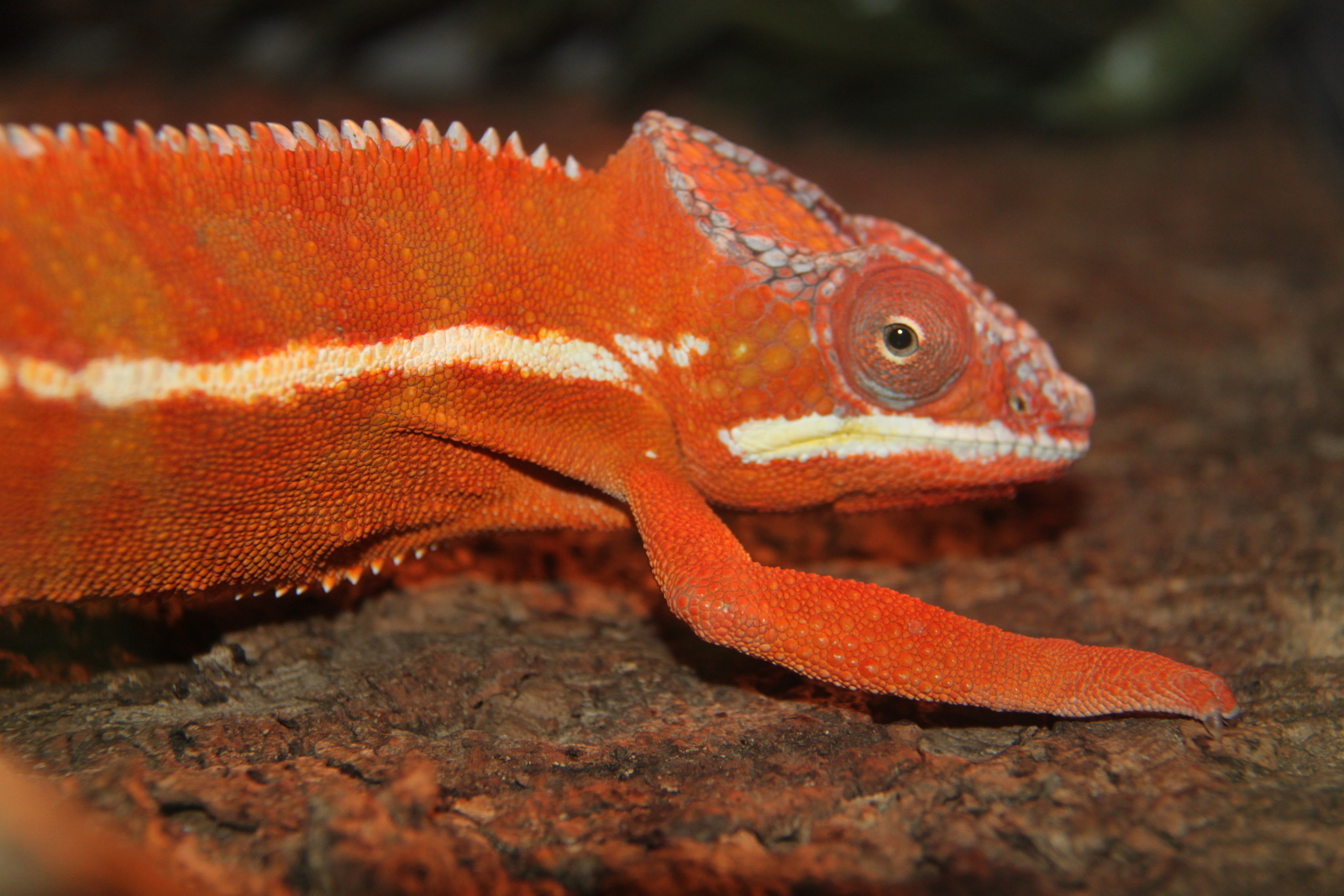
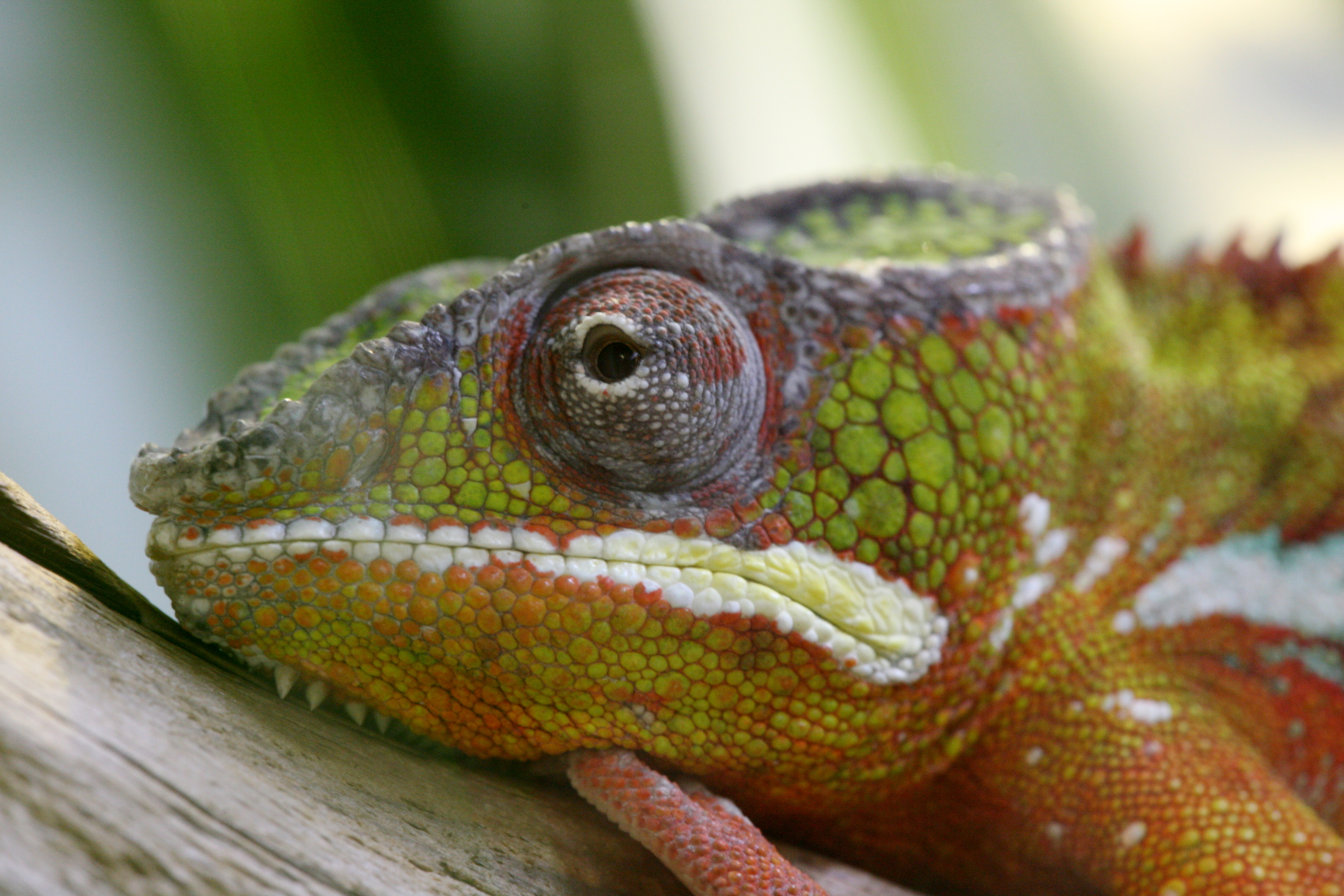